# تیم ملی فوتبال الجزایر
تیم ملی فوتبال الجزایر (به عربی: منتخب الجزائر لکرة القدم)، تیم فوتبالی است که در رقابت‌های بین‌المللی نمایندهٔ الجزایر است. الجزایر دو بار پیاپی در سال‌های ۱۹۸۲ و ۱۹۸۶ در جام جهانی شرکت کرده است. این تیم همچنین با شکست دادن تیم ملی مصر در بازی حذفی به جام جهانی فوتبال ۲۰۱۰ صعود کرد و در جام جهانی فوتبال ۲۰۱۴ توانست به مرحلهٔ دوم برسد.

## آمارها

### آمار بازی‌های المپیک
| بازی‌های المپیک | بازی‌های المپیک   | بازی‌های المپیک   | بازی‌های المپیک   | بازی‌های المپیک   | بازی‌های المپیک   | بازی‌های المپیک   | بازی‌های المپیک   | بازی‌های المپیک   |
| حضور: ۱        | حضور: ۱          | حضور: ۱          | حضور: ۱          | حضور: ۱          | حضور: ۱          | حضور: ۱          | حضور: ۱          | حضور: ۱          |
| سال            | دور              | رتبه             | Pld              | W                | D                | L                | GF               | GA               |
| -------------- | ---------------- | ---------------- | ---------------- | ---------------- | ---------------- | ---------------- | ---------------- | ---------------- |
| ۱۸۹۶ - ۱۹۶۴    | حضور نداشت       | حضور نداشت       | حضور نداشت       | حضور نداشت       | حضور نداشت       | حضور نداشت       | حضور نداشت       | حضور نداشت       |
| ۱۹۶۸           | راه نیافت        | راه نیافت        | راه نیافت        | راه نیافت        | راه نیافت        | راه نیافت        | راه نیافت        | راه نیافت        |
| ۱۹۷۲           | راه نیافت        | راه نیافت        | راه نیافت        | راه نیافت        | راه نیافت        | راه نیافت        | راه نیافت        | راه نیافت        |
| ۱۹۷۶           | راه نیافت        | راه نیافت        | راه نیافت        | راه نیافت        | راه نیافت        | راه نیافت        | راه نیافت        | راه نیافت        |
| ۱۹۸۰           | یک چهارم نهایی   | ۸                | ۴                | ۱                | ۱                | ۲                | ۴                | ۵                |
| ۱۹۸۴           | راه نیافت        | راه نیافت        | راه نیافت        | راه نیافت        | راه نیافت        | راه نیافت        | راه نیافت        | راه نیافت        |
| ۱۹۸۸           | راه نیافت        | راه نیافت        | راه نیافت        | راه نیافت        | راه نیافت        | راه نیافت        | راه نیافت        | راه نیافت        |
| ۱۹۹۲           | راه نیافت        | راه نیافت        | راه نیافت        | راه نیافت        | راه نیافت        | راه نیافت        | راه نیافت        | راه نیافت        |
| ۱۹۹۶           | راه نیافت        | راه نیافت        | راه نیافت        | راه نیافت        | راه نیافت        | راه نیافت        | راه نیافت        | راه نیافت        |
| ۲۰۰۰           | راه نیافت        | راه نیافت        | راه نیافت        | راه نیافت        | راه نیافت        | راه نیافت        | راه نیافت        | راه نیافت        |
| ۲۰۰۴           | راه نیافت        | راه نیافت        | راه نیافت        | راه نیافت        | راه نیافت        | راه نیافت        | راه نیافت        | راه نیافت        |
| ۲۰۰۸           | راه نیافت        | راه نیافت        | راه نیافت        | راه نیافت        | راه نیافت        | راه نیافت        | راه نیافت        | راه نیافت        |
| ۲۰۱۲           | راه نیافت        | راه نیافت        | راه نیافت        | راه نیافت        | راه نیافت        | راه نیافت        | راه نیافت        | راه نیافت        |
| ۲۰۱۶           | To be determined | To be determined | To be determined | To be determined | To be determined | To be determined | To be determined | To be determined |
| ۲۰۲۰           | To be determined | To be determined | To be determined | To be determined | To be determined | To be determined | To be determined | To be determined |
| مجموع          | یک چهارم نهایی   | ۱/۲۵             | ۴                | ۱                | ۱                | ۲                | ۴                | ۵                |

### آمار جام جهانی
| جام جهانی فوتبال | جام جهانی فوتبال | جام جهانی فوتبال | جام جهانی فوتبال | جام جهانی فوتبال | جام جهانی فوتبال | جام جهانی فوتبال | جام جهانی فوتبال | جام جهانی فوتبال |
| حضور: ۴          | حضور: ۴          | حضور: ۴          | حضور: ۴          | حضور: ۴          | حضور: ۴          | حضور: ۴          | حضور: ۴          | حضور: ۴          |
| سال              | دور              | رتبه             | Pld              | W                | D                | L                | GF               | GA               |
| ---------------- | ---------------- | ---------------- | ---------------- | ---------------- | ---------------- | ---------------- | ---------------- | ---------------- |
| ۱۹۳۰ تا ۱۹۶۲     | حضور نداشت       | حضور نداشت       | حضور نداشت       | حضور نداشت       | حضور نداشت       | حضور نداشت       | حضور نداشت       | حضور نداشت       |
| ۱۹۶۶             | کناره‌گیری        | کناره‌گیری        | کناره‌گیری        | کناره‌گیری        | کناره‌گیری        | کناره‌گیری        | کناره‌گیری        | کناره‌گیری        |
| ۱۹۷۰ تا ۱۹۷۸     | راه نیافت        | راه نیافت        | راه نیافت        | راه نیافت        | راه نیافت        | راه نیافت        | راه نیافت        | راه نیافت        |
| ۱۹۸۲             | مرحله گروهی      | ۱۳ام             | ۳                | ۲                | ۰                | ۱                | ۵                | ۵                |
| ۱۹۸۶             | مرحله گروهی      | ۲۲ام             | ۳                | ۰                | ۱                | ۲                | ۱                | ۵                |
| ۱۹۹۰ تا ۲۰۰۶     | راه نیافت        | راه نیافت        | راه نیافت        | راه نیافت        | راه نیافت        | راه نیافت        | راه نیافت        | راه نیافت        |
| ۲۰۱۰             | مرحله گروهی      | ۲۸ام             | ۳                | ۰                | ۱                | ۲                | ۰                | ۲                |
| ۲۰۱۴             | مرحله یک شانزدهم | ۱۴ام             | ۴                | ۱                | ۱                | ۲                | ۷                | ۷                |
| ۲۰۱۸             | To be determined | To be determined | To be determined | To be determined | To be determined | To be determined | To be determined | To be determined |
| ۲۰۲۲             | To be determined | To be determined | To be determined | To be determined | To be determined | To be determined | To be determined | To be determined |
| مجموع            | مرحله ۱۶         | ۴/۲۰             | ۱۳               | ۳                | ۳                | ۷                | ۱۳               | ۱۹               |

## تغییرات پیراهن

### پیراهن اول
| {{Football kit | pattern_la = | pattern_b = | pattern_ra = | pattern_sh = | pattern_so = | leftarm = ۰۰۸۰۰۰ | body = ۰۰۸۰۰۰ | rightarm = ۰۰۸۰۰۰ | shorts = FFFFFF | socks = FF0000 | title =خانگی ۱۹۶۲ | خانگی ۱۹۶۳–۶۷ | جام ملت‌های آفریقا ۱۹۶۸ | 1972 PLE C | 1975 MG | 1978 AG | جام ملت‌های آفریقا ۱۹۸۰ | 1980 OG |

| جام ملت‌های آفریقا ۱۹۸۲ | جام جهانی ۱۹۸۲ | جام ملت‌های آفریقا ۱۹۸۴ | 1986 AFCONQ · مقدماتی جام جهانی ۱۹۸۶ | جام جهانی ۱۹۸۶ جام ملت‌های آفریقا · جام جهانی ۱۹۸۶ | جام ملت‌های آفریقا ۱۹۸۸ | مقدماتی جام جهانی ۱۹۹۰ | جام ملت‌های آفریقا ۱۹۹۰ |

| جام ملت‌های آفریقا ۲۰۰۴ | جام ملت‌های آفریقا ۲۰۱۰ · جام جهانی ۲۰۱۰ | جام ملت‌های آفریقا ۲۰۱۳ | جام جهانی ۲۰۱۴ | جام ملت‌های آفریقا ۲۰۱۵ | جام ملت‌های آفریقا ۲۰۱۷ | جام ملت‌های آفریقا ۲۰۱۹ |

### پیراهن دوم
| 1962–67 Away | جام ملت‌های آفریقا ۱۹۶۸ | 1975 MG | 1978 AG | جام ملت‌های آفریقا ۱۹۸۰ | 1980 OG | جام ملت‌های آفریقا ۱۹۸۲ | جام جهانی ۱۹۸۲ |

| جام جهانی 1982 | 1984 AFCON | جام جهانی ۱۹۸۶ | جام ملت‌های آفریقا ۱۹۸۶ | جام ملت‌های آفریقا ۱۹۸۸ | جام ملت‌های آفریقا ۱۹۹۰ | جام ملت‌های آفریقا ۲۰۰۴ | جام ملت‌های آفریقا ۲۰۱۰ · جام جهانی ۲۰۱۰ |

| جام ملت‌های آفریقا ۲۰۱۳ | جام جهانی ۲۰۱۴ | جام ملت‌های آفریقا ۲۰۱۵ | جام ملت‌های آفریقا ۲۰۱۷ | جام ملت‌های آفریقا ۲۰۱۹ |

## ترکیب کنونی
ترکیب اعلام شده برای جام ملت‌های آفریقا ۲۰۱۹
| ش. | پست       | بازیکن           | ت‌ت (سن)                  | بازی | گل | باشگاه                              |
| -- | --------- | ---------------- | ------------------------ | ---- | -- | ----------------------------------- |
| ۲۳ | دروازه‌بان | رایس مبولحی      | ۲۵ آوریل ۱۹۸۶ ‏(۳۹ سال)   | ۶۶   | ۰  | باشگاه فوتبال الاتفاق عربستان سعودی |
| ۱  | دروازه‌بان | عزالدین دوحه     | ۵ اوت ۱۹۸۶ ‏(۳۸ سال)      | ۱۲   | ۰  | باشگاه فوتبال الرائد عربستان سعودی  |
| ۱۶ | دروازه‌بان | الکساندر اوکیدجا | ۱۹ ژوئیهٔ ۱۹۸۸ ‏(۳۶ سال)   | ۱    | ۰  | باشگاه فوتبال متس                   |
|    |           |                  |                          |      |    |                                     |
| ۲  | مدافع     | عیسی ماندی       | ۲۲ اکتبر ۱۹۹۱ ‏(۳۳ سال)   | ۴۹   | ۱  | باشگاه فوتبال رئال بتیس             |
| ۳  | مدافع     | مهدی طاهرات      | ۲۴ ژانویهٔ ۱۹۹۰ ‏(۳۵ سال)  | ۷    | ۰  | باشگاه فوتبال لانس                  |
| ۴  | مدافع     | جمال بن عمری     | ۲۵ دسامبر ۱۹۸۹ ‏(۳۵ سال)  | ۸    | ۰  | باشگاه فوتبال الشباب عربستان سعودی  |
| ۵  | مدافع     | رفیق حلیش        | ۲ سپتامبر ۱۹۸۶ ‏(۳۸ سال)  | ۴۰   | ۳  | باشگاه فوتبال موریرنز               |
| ۶  | مدافع     | محمد فارس        | ۱۵ فوریهٔ ۱۹۹۶ ‏(۲۹ سال)   | ۹    | ۰  | باشگاه فوتبال اسپال                 |
| ۱۸ | مدافع     | مهدی زفان        | ۱۹ مهٔ ۱۹۹۲ ‏(۳۳ سال)      | ۱۳   | ۰  | باشگاه فوتبال رن                    |
| ۲۰ | مدافع     | یوسف عطال        | ۱۷ مهٔ ۱۹۹۶ ‏(۲۹ سال)      | ۱۳   | ۱  | باشگاه فوتبال نیس                   |
| ۲۱ | مدافع     | رامی بن سبعینی   | ۱۶ آوریل ۱۹۹۵ ‏(۳۰ سال)   | ۲۳   | ۲  | باشگاه فوتبال رن                    |
|    |           |                  |                          |      |    |                                     |
| ۱۴ | هافبک     | هشام بوضوی       | ۲۳ سپتامبر ۱۹۹۹ ‏(۲۵ سال) | ۴    | ۰  | باشگاه فوتبال بارادو                |
| ۱۷ | هافبک     | عدلان قدیوره     | ۱۲ نوامبر ۱۹۸۵ ‏(۳۹ سال)  | ۴۸   | ۲  | باشگاه فوتبال ناتینگهام فارست       |
| ۱۹ | هافبک     | مهدی عبید        | ۶ اوت ۱۹۹۲ ‏(۳۲ سال)      | ۱۱   | ۱  | باشگاه فوتبال دیژون                 |
| ۲۲ | هافبک     | اسماعیل بن ناصر  | ۱ دسامبر ۱۹۹۷ ‏(۲۷ سال)   | ۱۴   | ۰  | باشگاه فوتبال آث میلان              |
| ۷  | هافبک     | ریاض محرز        | ۲۱ فوریهٔ ۱۹۹۱ ‏(۳۴ سال)   | ۵۱   | ۱۲ | باشگاه فوتبال منچستر سیتی           |
| ۱۲ | هافبک     | آدم اوناس        | ۱۱ نوامبر ۱۹۹۶ ‏(۲۸ سال)  | ۱۰   | ۳  | باشگاه فوتبال ناپولی                |
| ۱۰ | هافبک     | سفیان فغولی      | ۲۶ دسامبر ۱۹۸۹ ‏(۳۵ سال)  | ۵۶   | ۱۲ | باشگاه فوتبال گالاتاسرای            |
| ۱۱ | هافبک     | یاسین ابراهیمی   | ۸ فوریهٔ ۱۹۹۰ ‏(۳۵ سال)    | ۴۷   | ۱۱ | باشگاه فوتبال پورتو                 |
| ۸  | هافبک     | یوسف بلایلی      | ۱۴ مارس ۱۹۹۲ ‏(۳۳ سال)    | ۶    | ۲  | باشگاه فوتبال اسپرانس تونس          |
|    |           |                  |                          |      |    |                                     |
| ۹  | مهاجم     | بغداد بونجاح     | ۳۰ نوامبر ۱۹۹۱ ‏(۳۳ سال)  | ۲۶   | ۱۲ | باشگاه ورزشی السد                   |
| ۱۳ | مهاجم     | اسلام سلیمانی    | ۱۸ ژوئن ۱۹۸۸ ‏(۳۶ سال)    | ۶۱   | ۲۷ | باشگاه فوتبال لستر سیتی             |
| ۱۵ | مهاجم     | اندی دیلور       | ۹ اکتبر ۱۹۹۱ ‏(۳۳ سال)    | ۳    | ۱  | باشگاه فوتبال مون‌پلیه               |

## رکوردها

### بیشترین بازی ملی
| # | نام بازیکن        | سال فعالیت | تعداد بازی | تعداد گل |
| - | ----------------- | ---------- | ---------- | -------- |
| ۱ | لخضر بلومی        | ۱۹۷۸–۱۹۸۹  | ۱۴۷        | ۳۴       |
| ۲ | رابح ماجر         | ۱۹۷۸–۱۹۹۲  | ۸۶         | ۲۸       |
| ۳ | بلال دزیری        | ۱۹۹۲–۲۰۰۵  | ۸۱         | ۹        |
| ۴ | جمال مناد         | ۱۹۸۰–۱۹۹۵  | ۷۹         | ۲۵       |
| ۴ | عبدالحفیظ تاسوافت | ۱۹۹۰–۲۰۰۲  | ۸۰         | ۳۶       |
| ۶ | محی‌الدین مفتاح    | ۱۹۸۹–۲۰۰۲  | ۷۷         | ۴        |
| ۷ | مجید بوقره        | ۲۰۰۴–۲۰۱۵  | ۷۰         | ۴        |
| ۸ | محمود قندوز       | ۱۹۷۷–۱۹۸۶  | ۶۹         | ۴        |
| ۹ | صالح عصاد         | ۱۹۷۷–۱۹۸۹  | ۶۸         | ۱۵       |
| ۹ | فضیل مغاریه       | ۱۹۸۴–۱۹۹۲  | ۶۸         | ۰        |

### بیشترین تعداد گل
| #  | نام بازیکن         | سال فعالیت | تعداد گل | تعداد بازی | میزان گل در هر بازی |
| -- | ------------------ | ---------- | -------- | ---------- | ------------------- |
| ۱  | عبدالحفیظ تاسوافت  | ۱۹۹۰–۲۰۰۲  | ۳۶       | ۸۰         | ۰٫۴۳                |
| ۲  | رابح ماجر          | ۱۹۷۸–۱۹۹۲  | ۲۸       | ۸۶         | ۰٫۳۳                |
| ۳  | اسلام سلیمانی      | ۲۰۱۲–      | ۴۶       | ۱۰۲        | ۰٫۴۴                |
| ۳  | لخضر بلومی         | ۱۹۷۸–۱۹۸۹  | ۳۴       | ۱۴۷        | ۰٫۲۷                |
| ۵  | جمال مناد          | ۱۹۸۰–۱۹۹۵  | ۲۵       | ۷۹         | ۰٫۳۲                |
| ۶  | العربی هلال سودانی | ۲۰۱۱–۲۰۲۱  | ۲۴       | ۵۶         | ۰٫۴۵                |
| ۷  | تاج بن سحاوله      | ۱۹۷۹–۱۹۸۶  | ۱۹       | ۵۰         | ۰٫۳۸                |
| ۸  | رفیق صایفی         | ۱۹۹۸–۲۰۱۰  | ۱۸       | ۶۴         | ۰٫۲۸                |
| ۹  | صالح عصاد          | ۱۹۷۷–۱۹۸۹  | ۱۵       | ۶۸         | ۰٫۲۲                |
| ۱۰ | حسان لالماس        | ۱۹۶۳–۱۹۷۴  | ۱۴       | ۴۲         | ۰٫۳۳                |